# نویکیرشن فورم والد
نویکیرشن فورم والد (به آلمانی: Neukirchen vorm Wald) یک شهر در آلمان است که در بایرن واقع شده‌است.

## خصوصیات
نویکیرشن فورم والد ۲۴٫۳۲ کیلومترمربع مساحت دارد ۴۶۶ متر بالاتر از سطح دریا واقع شده‌است.